# 念流
念流（ねんりゅう）は、室町時代に念阿弥慈恩（相馬義元）が創めた剣術流派で、日本兵法三大源流の一つにして最も古い流儀（念阿弥慈恩や神道流、陰流を参照）。剣術の他、鎖鎌・棒術・捕縛術などを伝えていたとする。
慈恩には弟子が14人いたとされ、堤宝山には刀槍と鎧組（組討・柔術）を教えたとされ、宝山流歌伝には「平（兵）法のみなもとこそは仏法よいずれといはは（いわば）法と答よ」とあり、僧を師としたことがわかり、当流が確認される最古級の柔術という見解がある。

## 流名由来諸説
流名の「念」は『撃剣叢談』によると、「一念をもって勝つことを主とする」ところからきており、「右手を斬られれば、左手で詰め、左右の手が無ければ、噛（かぶ）りついても一念を徹（とお）すという伝授である」と記している。また『撃剣叢談』の記述として、稽古時の構えとして、上略・中略・下略の三段があると記し、修行をつんだ者は、「太刀先に米一俵をかけ、あるいは梯子をかけて人を登らせることもできる」（60キログラムのものを切っ先につけても構えられる）と記し、そのため、刺突が速かったと記述される。

## 備考
- 念流鎖鎌術から派生したとされる一心流（流祖・丹一心）の鎖鎌は、鎖の長さが1丈2尺（約3.6メートル）、分銅の重さが300匁（1.1キログラム以上）とかなり大きいものを操っている[4]。
- 『奥山念流系図』には、慈恩は「奥山念僧」と記され、次に分立誥可→有徳清太夫→本木三太夫→竹内甚太夫→金高九左衛門と続き、7代目から9代目の浦辺家（子孫本庄市在住）を経て、児玉郡域および上野国に広まる[5]。